# Cantone di Réquista
Il Cantone di Réquista era una divisione amministrativa dell'arrondissement di Rodez.
A seguito della riforma approvata con decreto del 21 febbraio 2014, che ha avuto attuazione dopo le elezioni dipartimentali del 2015, è stato soppresso.

## Composizione
Comprendeva i comuni di:
- Connac
- Durenque
- Lédergues
- Réquista
- Rullac-Saint-Cirq
- Saint-Jean-Delnous
- La Selve